# Tunari (gmina)
Tunari – gmina w centralnej części okręgu Ilfov w Rumunii. W skład gminy wchodzą wsie: Dimieni i Tunari. W 2011 roku liczyła 5336 mieszkańców.